# Maorysi

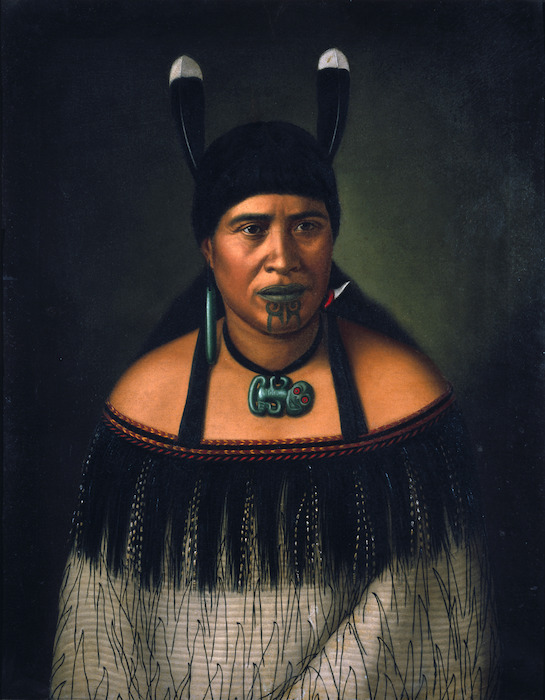
Modna kobieta z maoryskiego plemienia Ngāti Kahungunu, nosząca hei-tiki na szyi, jeden kolczyk z pounamu, a drugi z zęba rekina, dwa pióra kurobroda różnodziobego we włosach, płaszcz z czarną obwódką i frędzlami, i moko na brodzie, XIX wiek

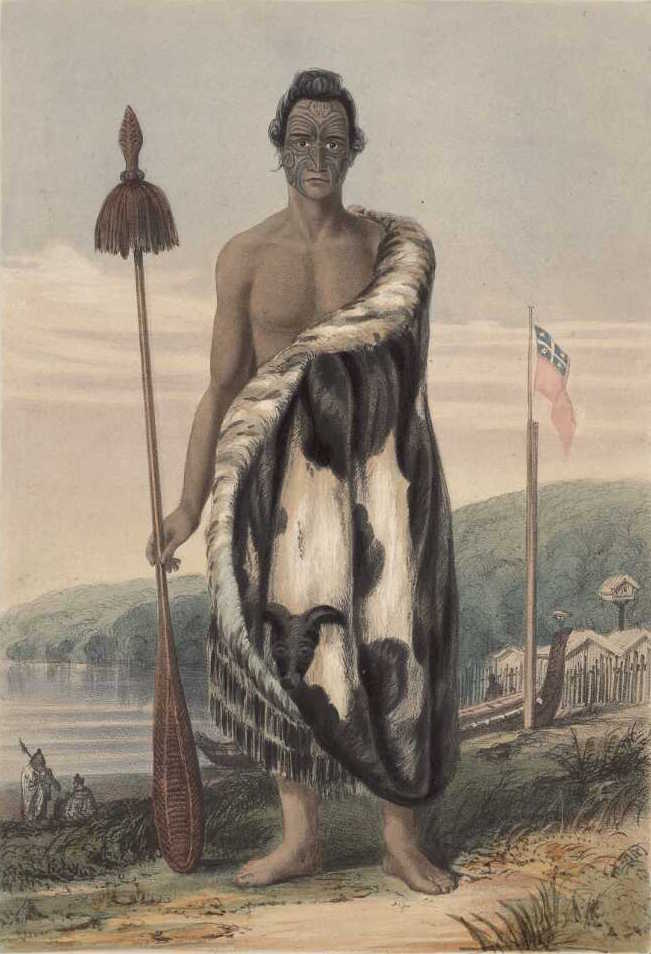
Wódz Maorysów Te Puni uzbrojony w taiahę

Maorysi, Māori – autochtoniczna grupa etniczna Nowej Zelandii, posługująca się językiem maoryskim.
Według badań Maorysi są potomkami klanów Polinezyjczyków z wysp wschodniej części Oceanu Spokojnego (m.in. Tahiti), którzy jako pierwsi ludzie dotarli do brzegów Wyspy Południowej pomiędzy rokiem 925 a 1280 naszej ery. Jak głosi legenda, przybyli na 7 olbrzymich łodziach żaglowych, a każda z nich dała początek jednemu plemieniu. Dowódca najwcześniej przybyłej łodzi – Kupe uchodzi za odkrywcę Aotearoa (czyli „kraju białej chmury”, jak Maorysi nazywają Nową Zelandię). Wykopaliska archeologiczne dowodzą jednak, że pierwsi Maorysi przybyli w kilku falach i osiedlili się na Wyspie Południowej. Stosunkowo szybko opanowali obydwie wyspy, zdecydowanie jednak preferując cieplejszą i bardziej gościnną Wyspę Północną. 
Maorysi zajmowali się uprawą roślin, hodowlą i rybołówstwem, praktykowali też kanibalizm; zasłynęli z wojowniczości i uzdolnień artystycznych w zakresie rzeźby, budownictwa i bardzo rozpowszechnionego tatuażu; po podboju przez Brytyjczyków (pocz. XIX w.) i podpisaniu traktatu Waitangi zaczęli przyjmować kulturę europejską.

## Wodzowie Maorysów
- Pōtatau Te Wherowhero (1856–1860) – rangatira plemienia Ngati Mahuta[3]
- Tāwhiao (1860–1894)
- Mahuta Tāwhiao (1894–1912)
- Te Rata (1912–1933)
- Korokī Mahuta (1933–1966)
- Te Atairangikaahu (1966–2006)
- Tuheitia Paki (2006–2024)
- Ngā Wai Hono i te Pō (od 2024)